# Thera exangulata
Thera exangulata är en fjärilsart som beskrevs av W. Warren 1909. Thera exangulata ingår i släktet Thera och familjen mätare. Inga underarter finns listade i Catalogue of Life.